# Cabo de aço

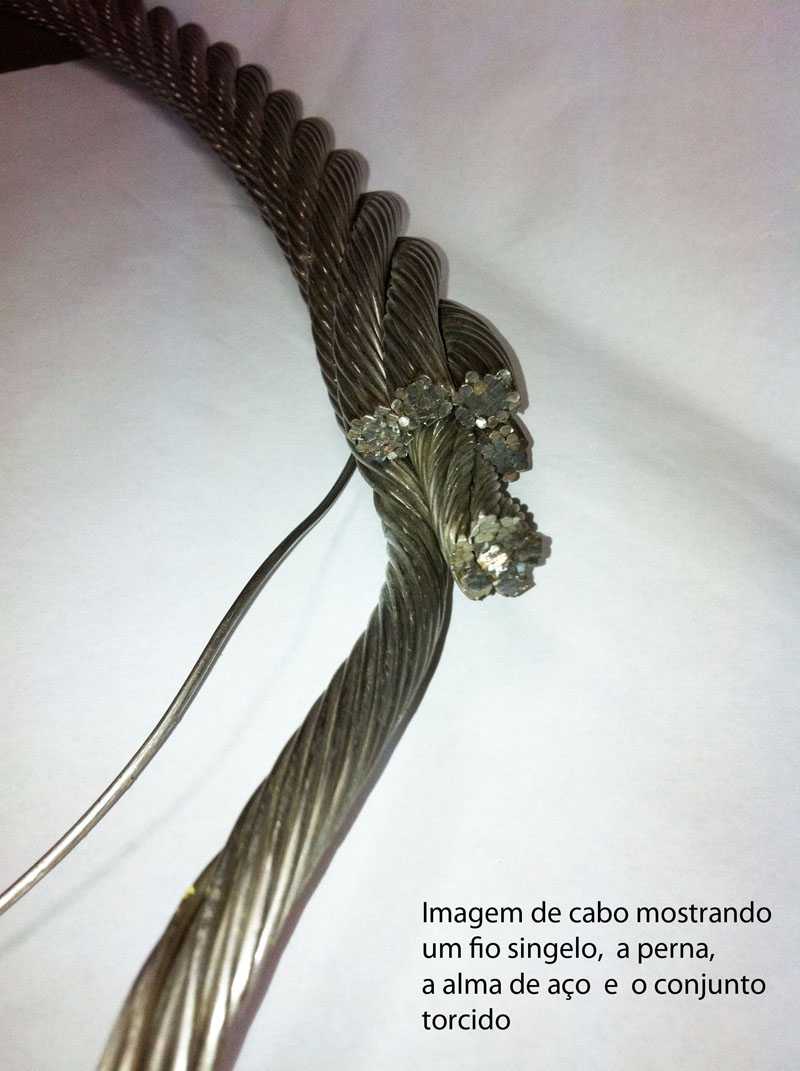
Cabo de aço completo

Um cabo de aço é constituído por dois ou mais fios enrolados lado a lado e ligados, ou torcidos ou entrançados, formando um único conjunto.

## Funções
Em mecânica os cabos são utilizados para elevação, transporte ou reboque, transmitindo forças mecânicas por tração.

## História

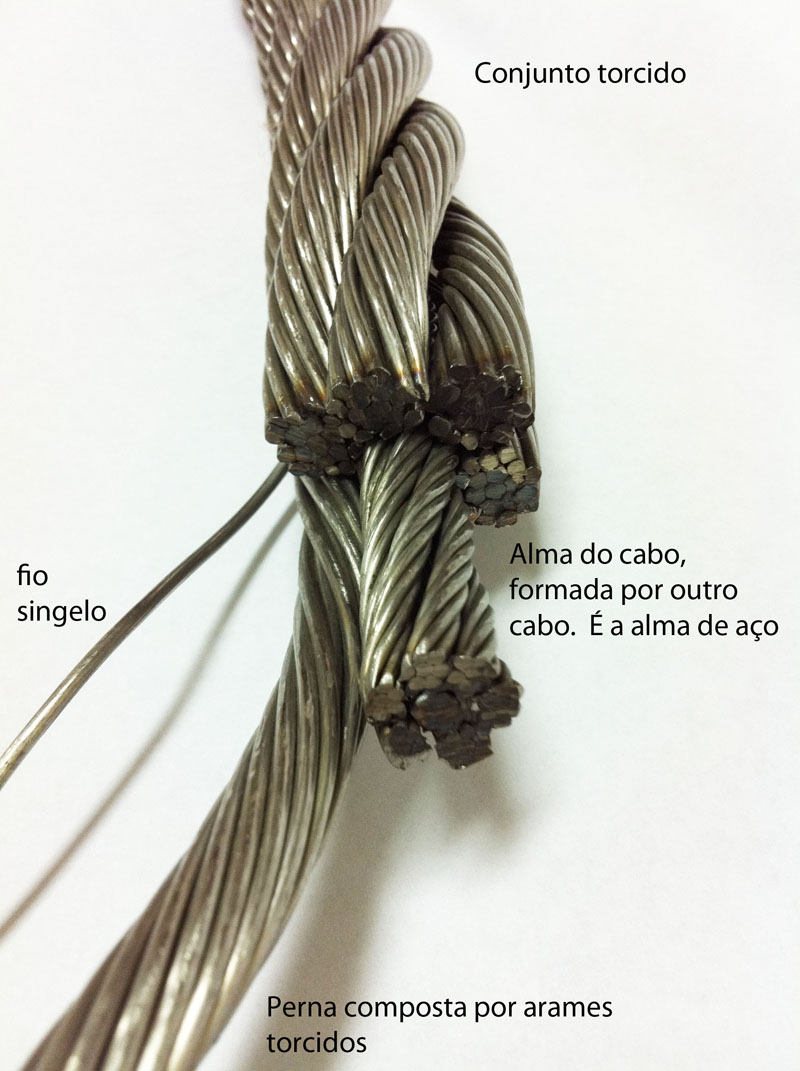
Cabo de aço

O cabo como o conhecemos hoje foi inventado pelo alemão Wilhelm August Julius Albert em 1834. tendo portanto mais que 180 anos.
Precisava-se na época um substituto para as correntes utilizadas nas minas de carvão. Como o aumento de profundidade das minas acarretava aumento no comprimento das correntes, o peso próprio das mesmas tornava-se tão grande que eram impraticáveis. Teve então Wilhelm Albert a ideia de trançar arames, o que resultou em pesos bem mais baixos com alta resistência. O cabo é formado então por fios de aço, obtidos por um processo de esticamento, chamado de trefilação. Um conjunto desses fios forma uma perna. Essa é 
apenas uma parte do cabo, pois um conjunto delas é novamente trançado em volta de uma alma, formando então o cabo final. O primeiro cabo de aço era formado por 3 pernas, cada uma por 4 arames sem uma alma. Seria, na linguagem usada hoje, um 3x4 compacto. 
Os arames tinham um diâmetro de 3,5 mm e uma resistência à tração de 520 N/mm². Para padrões de hoje seriam arames fracos, pois trabalha-se com quase 4 vezes esse valor, mas os cabos cumpriram sua funçao muito bem e mostravam-se perfeitamente capazes de substituir correntes neste uso. Os arames e as pernas eram torcidos para o mesmo lado. Hoje chamaríamos de torção “Lang”.

## Evolução

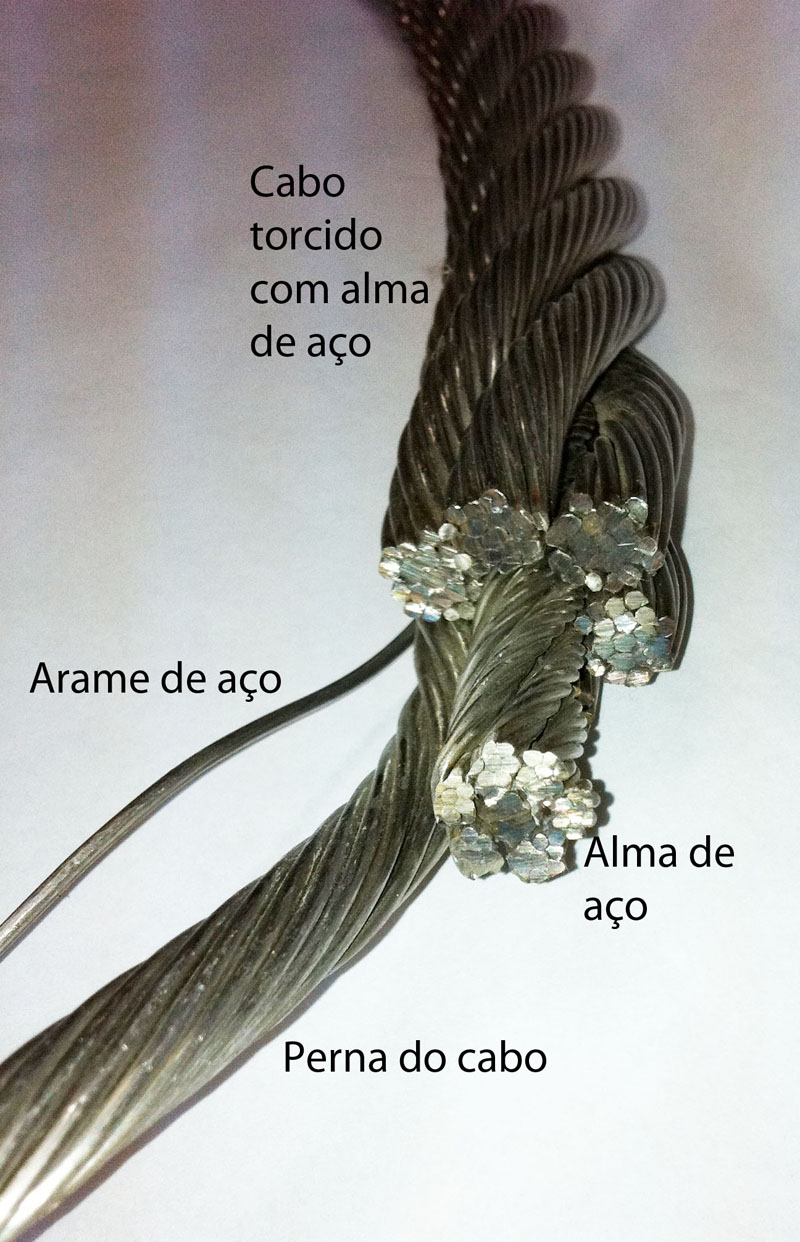
Cabo de aço e alma

Evoluiu o cabo com a descoberta que o número ideal de pernas seria 7, sendo uma delas a alma, porque poderiam ser todas do mesmo diâmetro e mesma formação (número de arames).Mais tarde descobriu-se que a alma poderia ser substituida por uma corda de fibra natural (canhamo, sisal, juta e algodão) que por sua vez poderia ser lubrificada. A fibra + lubrificante aumentavam consideravelmente a flexibilidade e performance do cabo. Estava-se, ao mesmo tempo, colocando mais camadas de arame nas pernas. A formação clássica de 7 fios era coberta com mais 12 dando uma perna que chamaríamos hoje de 19 fios “standard” ou “M “ (múltiplas operações), muito mais flexível e fácil de usar.
Até então os cabos eram feitos com pernas de mesmo diâmetro, assim como cada perna de arames de mesmo diâmetro. Para aumentar a flexibilidade punha-se camada em cima de camada: 7+12+18 etc...
Foi aí então que os norte-americanos começaram a melhorar os métodos de produção e descobriram que poderiam usar arames de diferentes diâmetros e torce-los de uma só vez com o mesmo passo ( comprimento do hélice que forma o arame depois de torcido). Descobriram também serem esses cabos muito melhores, uma vez que o cruzamento dos arames nas torções M com diversos passos não existia mais e os mesmos não se auto-destruiam. Daí apareceram as formações Seale, Warrington e Filler, que existem e são usadas até hoje. As modernas, são praticamente todas combinações dessas três.

## Utilizações
Impossível imaginar-se a vida moderna sem o cabo de aço. Edifícios não existiriam, pois são os cabos que nos levam aos andares mais altos. Carros teriam que ser totalmente repensados pois cabos aceleram, debreiam, freiam, abrem e fecham janelas, abrem e fecham capô e porta-molas, fixam cintos de segurança no chassis, medem nível de óleo no cárter, movem retrovisores entre outros. A indústria petroleira sem cabos para, pois seus enormes pesos jamais poderiam sem eles ser içados ou movidos. Portos parariam suas operações e industrias ficariam impossibilitados de mover seus cada vez mais pesados materiais. Operações médicas sofisticadas (instalação de catéter, manipulação robótica) não seriam mais realizadas, inclusive algumas fixações protéticas. A agricultura sofreria (irrigadores, silos e escovas) e a construção civil com gruas e, elevadores de todos os tipos não seria a mesma.

### Transportes

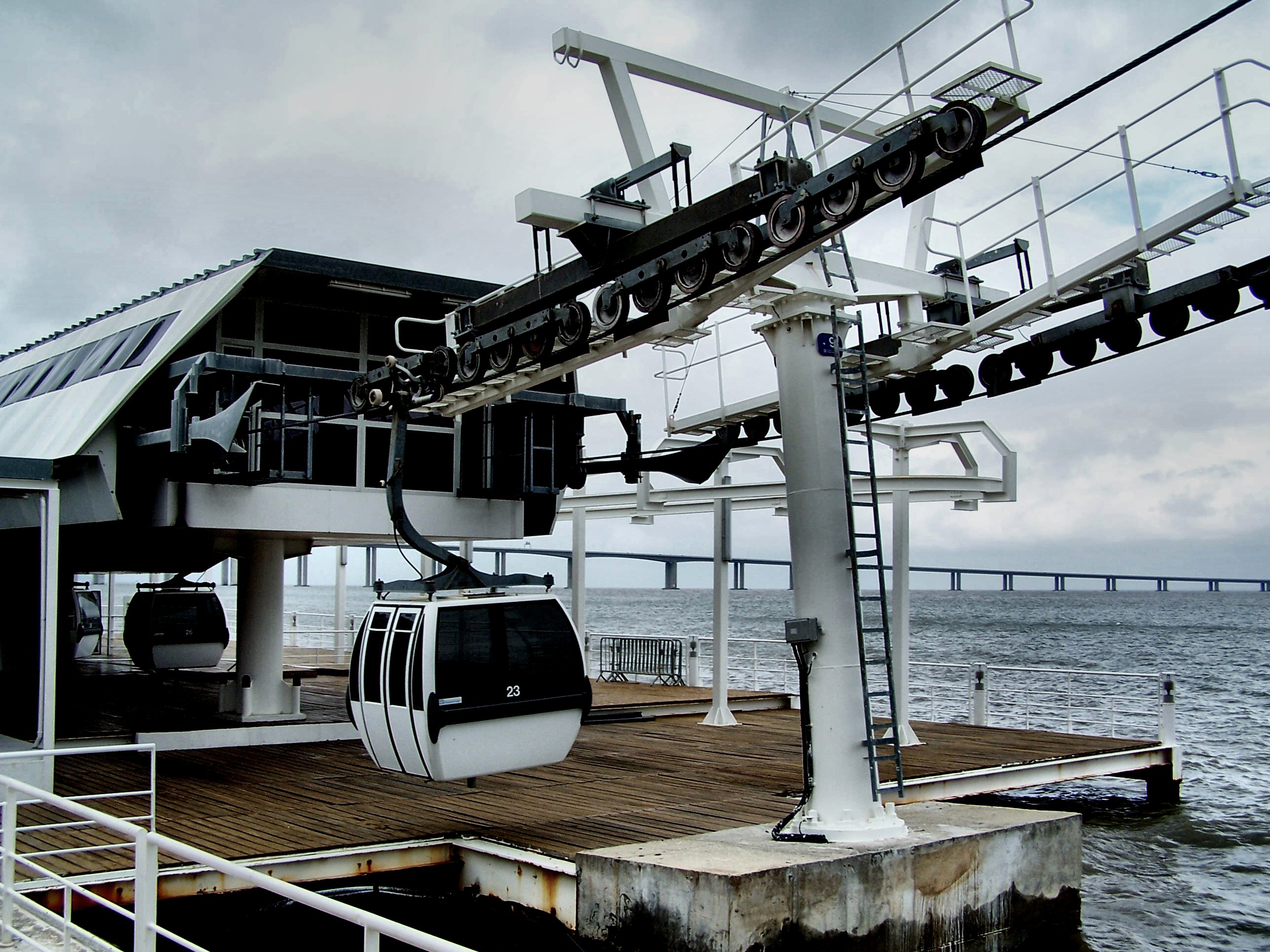
Terminal norte do Teleférico do Parque das Nações em Lisboa, Portugal.

Em transportes por cabo, são utilizados em teleféricos, funiculares e elevadores.

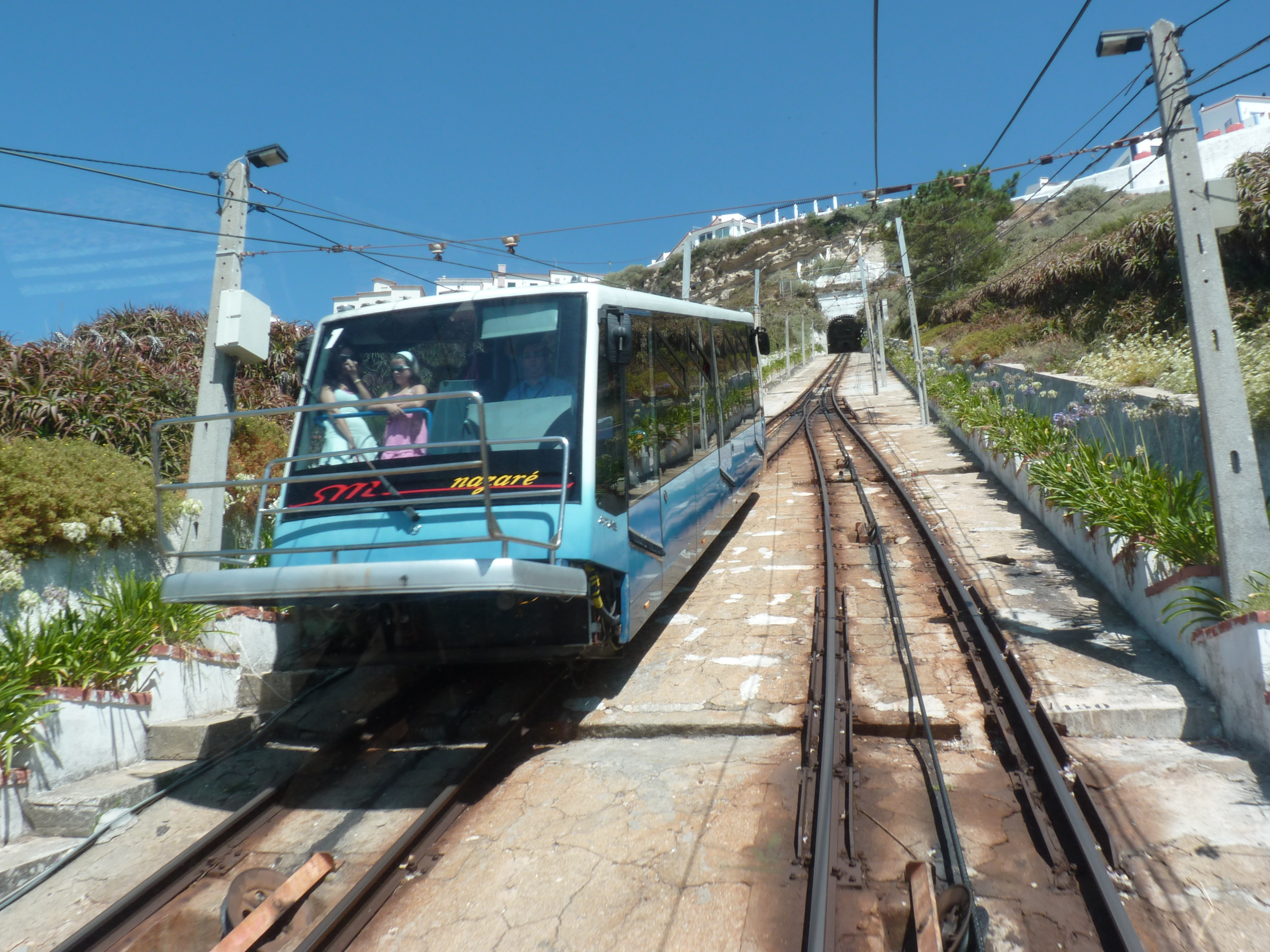
Funicular (Elevador) da Nazaré, Portugal.

### Elevação e reboque
Guinchos, gruas e guindastes, em funções de levantamento e reboque;

### Construção civil
Como tirantes de pontes pênseis e outras estruturas suspensas.

### Outras utilizações
Em navios, em substituição das cordas de fibra.

## Matéria Prima
Cabos de aço são feitos de arames, que por sua vez são obtidos por um processo de esticamento ou trefilação. O produto siderúrgico de partida é o fio máquina; alambrón (espanhol), wire rod (inglês), Walzdraht (alemão); que por sua é produzido pela laminação a quente de palanquilhas ou palancas, um lingote de aço na qualidade e peso desejados.
Os teores de carbono variam e cada fabricante escolhe de seu jeito. De 0,3% a  0,8% usa-se tudo, sendo que o forte está entre 0,60% a 0,80%.
O teor de manganês gira ao redor de 0,60% e Fósforo + Enxofre juntos não deveriam exceder 0,03 para termos um arame maleável.
Alguns fios-máquinas podem conter pequenos percentuais de cobre. Os cabos Inox são feitos de arames austeníticos das ligas Aisi que começam com o nº 3 e são em consequência todos de baixo carbono.

## Construções ou Formações
Elos indicam o número de pernas, o número de fios (e como estão distribuídos nas pernas), o tipo de alma (a parte de dentro do cabo, que não se vê) e eventuais compactações de perna ou cabo assim como eventuais plastificações. Exemplo: 6 x 25F X AF
O primeiro número indica o número de pernas do cabo no exemplo são 6, que é o mais usual. O 2º número indica o nº de fios que compõe a perna, no cabo são 25.
A letra F vem do inglês “FILLER” que significa enchimento e indica a maneira como os arames estão distribuidos nas pernas. No caso, indica a existência de arames “filler” ou de enchimento. Os 25 arames estão então dispostos  neste caso:
```
   01         arame central
   06         arames em volta do central
   06         arames filler
   12        arames formando a capa da perna
 _______
   25
```

O último caracter define a alma, AF significa alma de fibra, que pode ser fibra natural ou artificial.
Exemplo 2: 	8 x 36 WS x AACi
Serão oito pernas, cada uma com 36 arames, distribuídos de forma “WARRINGTON SEALE” ou 1 + 7 + (7+7) + 14 e mais uma “alma de aço, cabo independente “. A alma é então um cabo feito à parte.
Exemplo 3:	1 x 19M
Aqui é fácil, uma perna somente formada com torção cruzando os arames. No Brasil chama-se CORDOALHA a este produto.
Existem inúmeras construções, sendo cada uma indicada para determinado uso. Na parte de cabos não rotativos ou anti-giratórios temos 19 x 7 = 24 x 7 = 35 x 7 entre outras mais modernas que são cabos com grande número de pernas, torcidos em uma ou mais operações.

## Flexibilidade e Rigidez
Quanto mais pernas e quanto mais fios tem um cabo, mais flexível ele é e vice-versa.   
8 x 25 é mais flexível que 6 x 25, que é mais flexível que uma cordoalha 1 x 19. Existem situações que o exigem mais rígido. Não é certo, portanto ser um cabo mais flexível “melhor”  que um mais rígido. Tudo depende do que se quer fazer com ele. Cabos que enrolam e desenrolam todo o tempo em talhas, pontes-rolantes e guinchos costumam ser dos mais flexíveis, tipo 6 x 36 e similares.
Cabos que sofrem grande abrasão tem que ter os arames da capa mais espessos, por exemplo do tipo Seale. Cabos estáticos duram mais quando são mais rígidos. A maior parte deles, no entanto, vai acabar tendo uma função dinâmica, enrolando e desenrolando. Aqui diâmetros de tambores tem influência grande na longevidade. Se tornarmos “d” como diâmetro do cabo e “D” como diâmetro do tambor, admite-se  hoje como D/d = 30 um fator confortável para as construções  6 x 36 e similares. O mesmo vale para polias em que o cabo fará 180º ou mais. Exagerar o diâmetro das polias acarreta em grande aumento de custos. Exagerar na flexibilidade do cabo idem. Trabalha-se na prática com um ótimo entre custo de fabricação e durabilidade dos cabos.

## Resistência dos Cabos
É evidente que, quanto mais grosso um cabo, mais ruptura tem e vice-versa. Mas o cabo também é tão resistente quanto o são seus arames. E esses podem ser fabricados com resistência bem diferente para um mesmo diâmetro, podem ser 5 ou mais vezes mais resistentes , dependendo do teor de carbono e do processo de trefilação. A medida de resistência dos arames é N/mm² ou seja, quantos Newton uma seção de arame de 1 mm² suporta. Ainda nos anos 60 e 70 era comum 1570 N/mm² para cabos galvanizados e 1770 para cabos claros (ou polidos, como chamam no Brasil). 
Existem no Brasil muitas denominações para Resistência dos Arames, que foram sendo absorvidas de outras nações através dos anos:
| Americana                                    | Européia Antiga kgf/mm² | Internacional Atual N/mm² |
| -------------------------------------------- | ----------------------- | ------------------------- |
| Mild Steel MS                                | 120/140                 | -                         |
| Traction Steel TS                            | 140/160                 | -                         |
| Plow Steel PS                                | 160/180                 | 1570                      |
| Improved Plow Steel IPS                      | 180/200                 | 1770                      |
| Extra Improved Plow Steel EIPS               | 200/220                 | 1960                      |
| Extra Extra Improved Plow Steel EEIPS        | 220/240                 | 2160                      |
| Extra Extra Extra Improved Plow Steel EEEIPS | 240/260                 | 2360                      |

E para cordoalhas 1 x 7:
| Americana               | Européia Antiga kgf/mm² | Internacional Atual N/mm² |
| ----------------------- | ----------------------- | ------------------------- |
| Siemem Martin Steel SM  | 40/60                   | -                         |
| High Strength HS        | 80/100                  | -                         |
| Extra High Strength EHS | 120/140                 | -                         |

A tendência atual é ficar com a internacional moderna.
Nos cabos atuais usa-se mais a 1770 e 1960 tanto para claros (polidos) como galvanizados.

## Acabamento Superficial
Os arames podem ser naturais (ou claros ou polidos) ou cobertos com Zinco (galvanizados). Antigamente a cobertura de Zinco, obtida por mergulho do arame em Zinco líquido a 500ºC, fazia com que os mesmos perdessem um pouco de sua resistência. Hoje os arames são galvanizados logo no tratamento térmico e depois retrefilados normalmente sem que percam resistência. Então, o dogma antigo “cabos galvanizados tem menor resistência” não mais é válido. As especificações de quanto Zinco tem que haver sobre o arame também ficaram mais severas e todos hoje tem que ser “camada pesada“.

## Normas para Cabos
Os cabos de aço para uso geral no Brasil são regidos pela NBR-ISO 2408 mais posteriores Resoluções Inmetro criando o Programa de Avaliação da Conformidade, de caráter compulsório, conforme regulamento aprovado pela Portaria Inmetro n.º176, de 16 de junho de 2009, que proibiram o uso de construções consideradas perigosas, limitaram outras a diâmetros menores e introduziram o uso obrigatório de fitilho interno identificador do fabricante ou importador, nacionais. Cabos de aço para uso muito específico (elevadores de passageiros, petróleo, pesca entre outros) não estão incluídos nesta norma por terem outras internacionais próprias. Tampouco cabos muito finos.
Na Europa as normas para cabos e afins, como acessórios, polias, laços etc, estão descritas no DIN Livro 59, 8ª edição, que contém todas normas EN.

## Laços com Cabo de Aço
Se em uma ponta ao menos do cabo de aço fazemos um olhal ou alça, tem-se um laço. Este olhal pode ser feito normalmente, com trançados (tem mais que um) especiais ou mecanicamente. O que mais se usa no Brasil é um misto dos dois começando-se com um trançado manual chamado “flemish eye” e acabando com uma prensagem com alumínio ou aço. 

## Tabelas de Resistência
Carga de ruptura é a força aplicada ao cabo de aço que o faz romper. Traciona-se o mesmo numa máquina que o vai esticando até a ruptura de ao menos uma perna.
As tabelas a seguir mostram as construções usuais, principais bitolas com respectivos pesos e cargas de ruptura.
|  |  |  |  |